# Mariä-Geburt-Kirche (Gliwice)

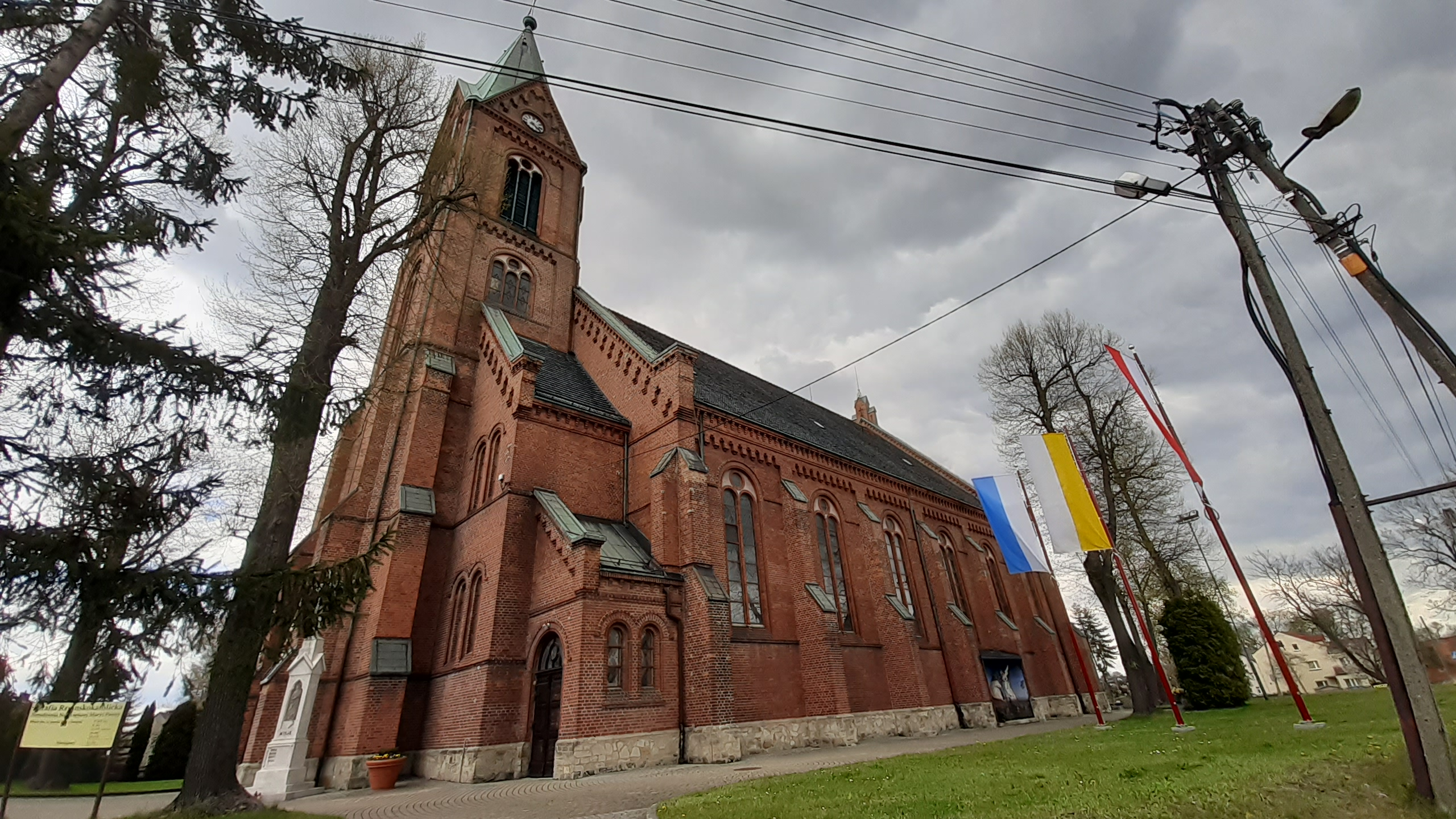
Blick auf die Mariä-Geburt-Kirche

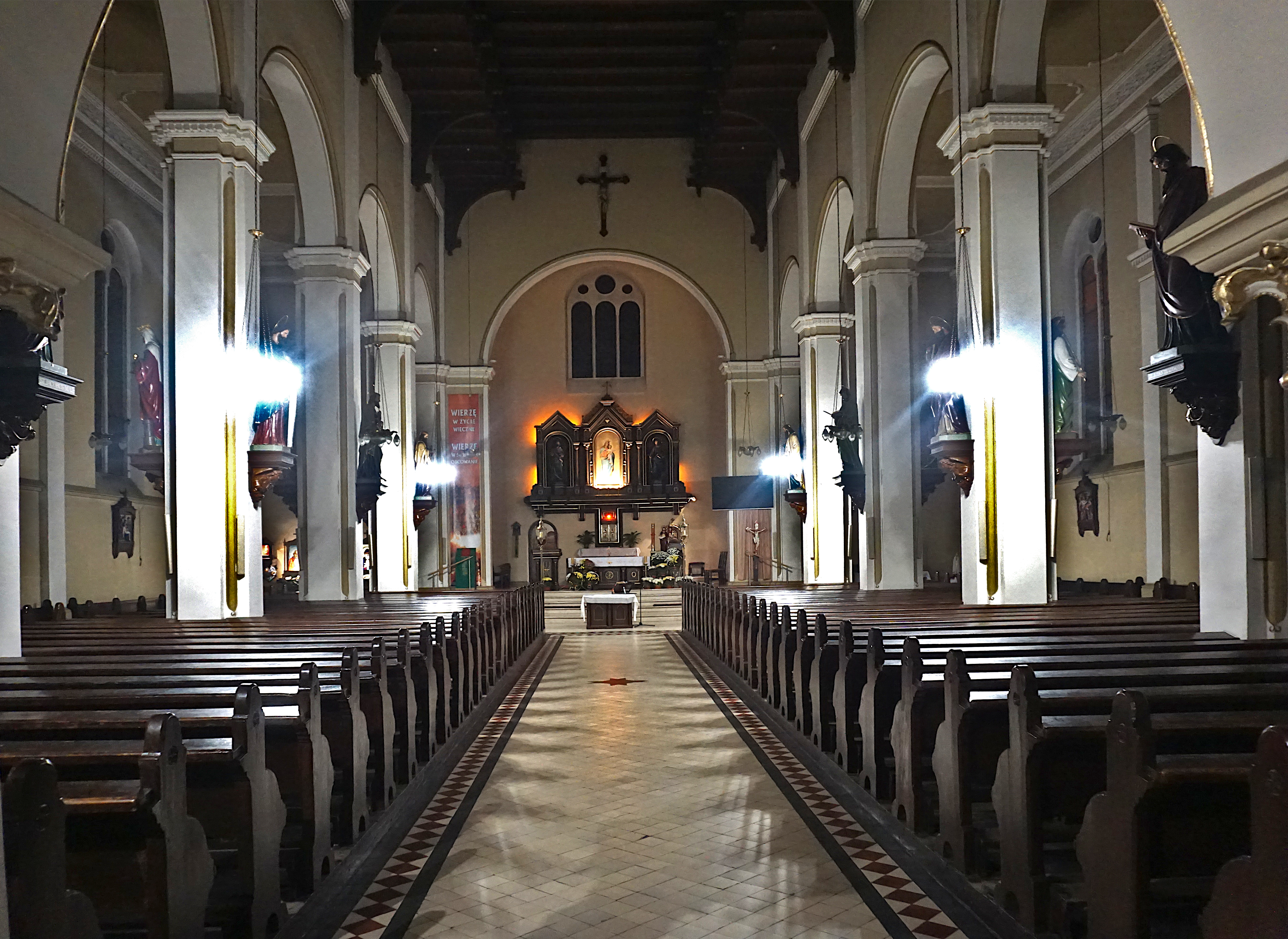
Innenraum der Kirche

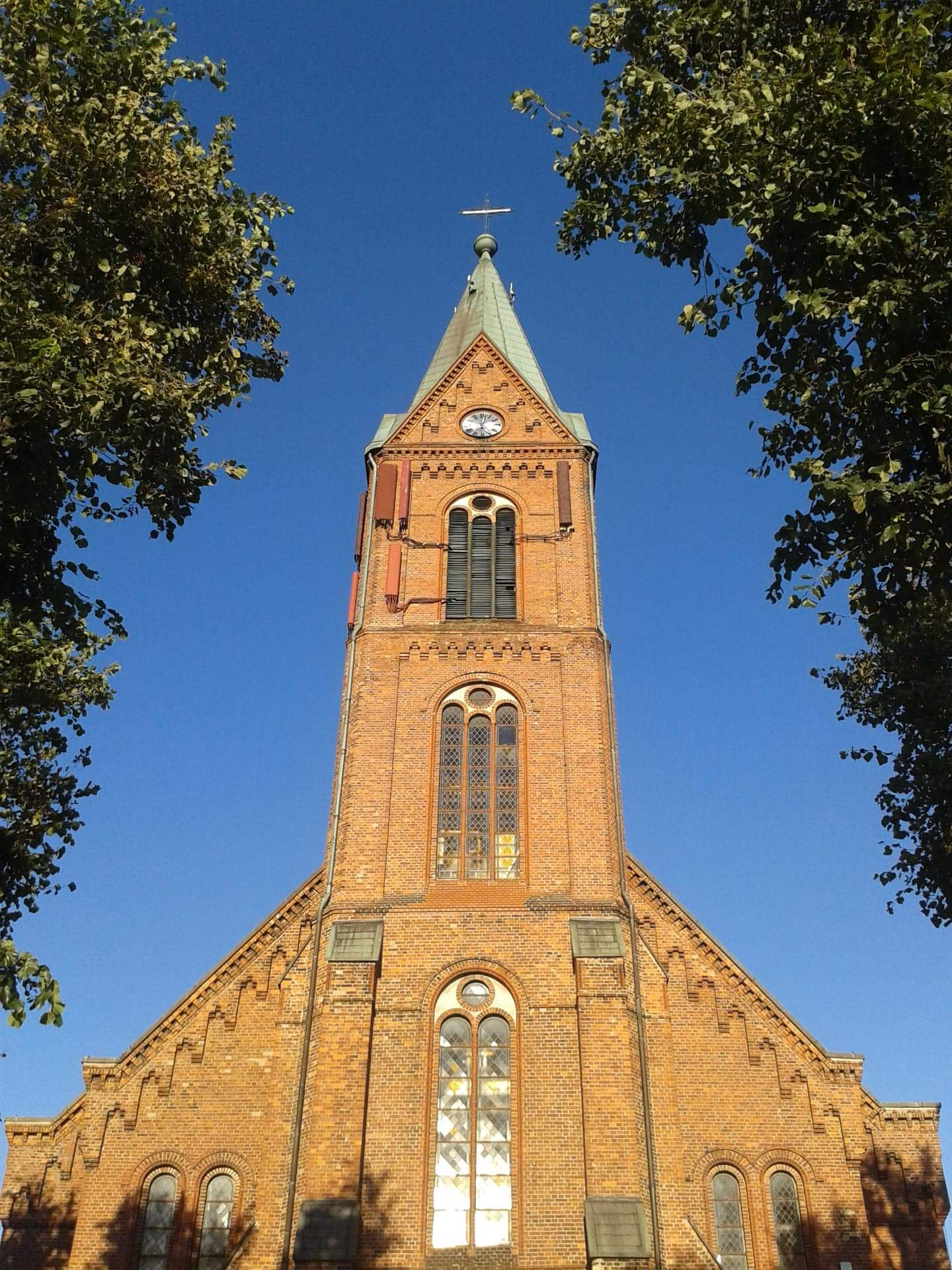
Vorderansicht des Kirchturms

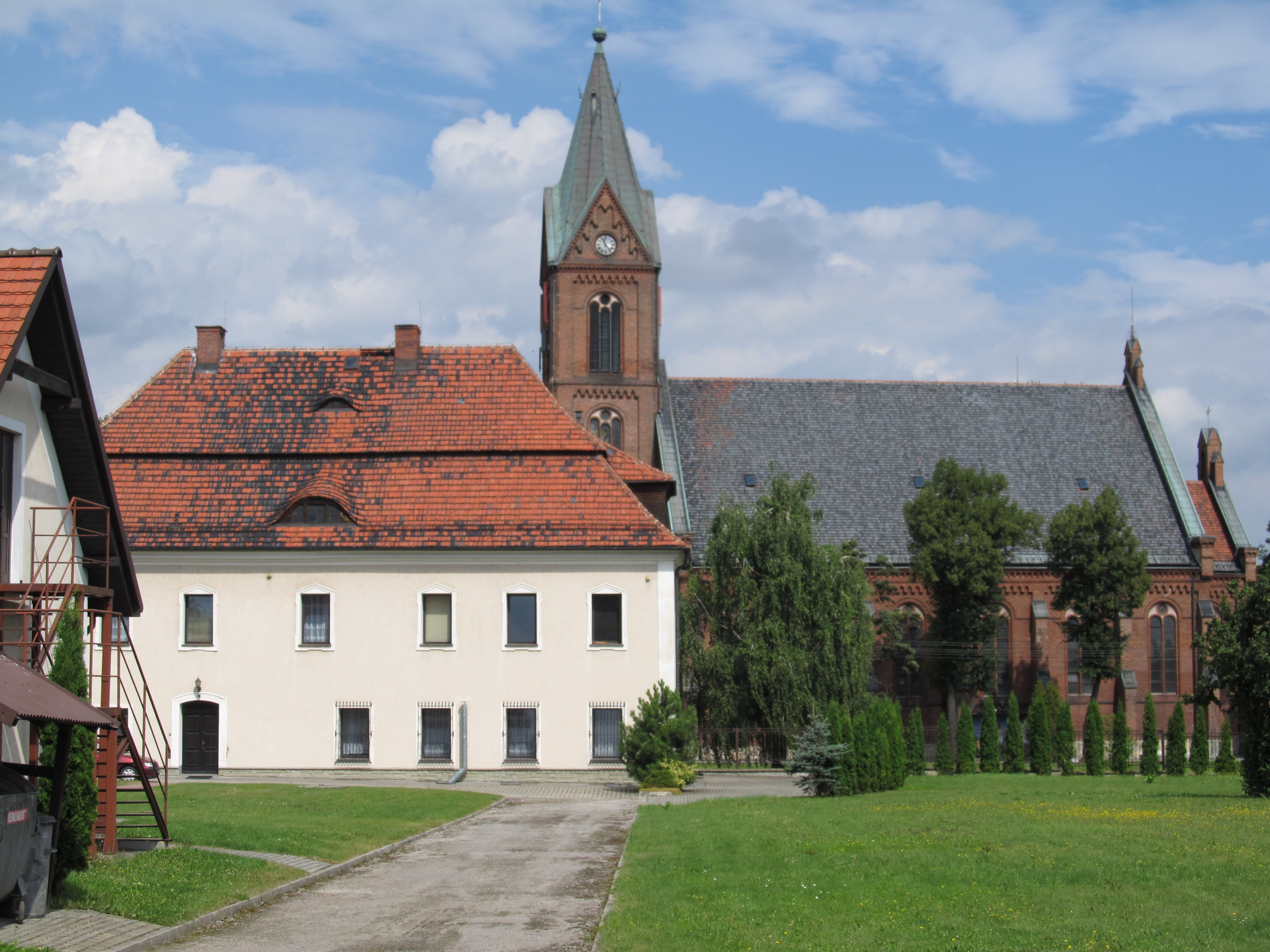
Das Pfarrhaus mit der Kirche

Die Mariä-Geburt-Kirche (polnisch Kościół Narodzenia Najświętszej Maryi Panny) im oberschlesischen Gliwice (Gleiwitz) ist eine römisch-katholische Pfarrkirche. Die Kirche im neoromanischen Stil stammt vom Ende des 19. Jahrhunderts und ist dem Fest Mariä Geburt geweiht. Die Mariä-Geburt-Kirche gehört der Pfarrgemeinde Mariä Geburt in Gliwice (Gleiwitz) im Dekanat Gliwice-Ostropa des Bistums Gliwice an. Sie befindet sich an der Ulica Rolników im Stadtteil Bojków (Schönwald).

## Geschichte
Die alte Kirche von Schönwald soll 1260 im Auftrag des Herzogs Wladislaus I. von Oppeln erbaut worden sein. In einem Dokument von 1447 wurde die Pfarrgemeinde erwähnt. 1732 wurde die Kirche nach Bestrebungen von Strachwitz vergrößert. 1755 bis 1757 wurde der alte hölzerne Glockenturm durch einen neuen gemauerten Turm ersetzt. Bis 1810 gehörten Schönwald und die Kirche zum Kloster Rauden, das für die Seelsorge im Ort zuständig war.
Die neue Kirche entstand durch Ausbau des Vorgängerbaus. Entworfen wurde sie durch den Architekten Ludwig Schneider (1854–1943). Die Bauarbeiten begannen 1898 und wurden 1907 abgeschlossen. Dann wurden die Innenmauern der alten Kirche abgetragen. Am 31. Mai 1911 wurde die Kirche durch den Breslauer Weihbischof Karl Augustin (1847–1919) feierlich geweiht. Während der Kriegshandlungen 1945 wurde die Kirche beschädigt. Von 1958 bis 1964 wurde sie wiederaufgebaut und von 1991 bis 1999 wurde die Kirche grundlegend saniert.
Am 3. August 1996 wurde auf dem Friedhof der Pfarrgemeinde ein Gedenkstein für die 1945 durch die Sowjetarmee ermordeten Schönwalder Einwohner und den Pfarrer Edgar Wolf (1882–1945) aufgestellt.

## Architektur
Bei der Mariä-Geburt-Kirche handelt es sich um ein neoromanisches Bauwerk mit einer roten Ziegelsteinfassade und Dekorationselementen aus Putz. Gegliedert wird die Fassade durch Vertiefungen. Sie besitzt einen einzelnen Kirchturm.
Das spätbarocke Pfarrhaus neben der Kirche stammt aus der Zeit um 1750.